# Montmorency család

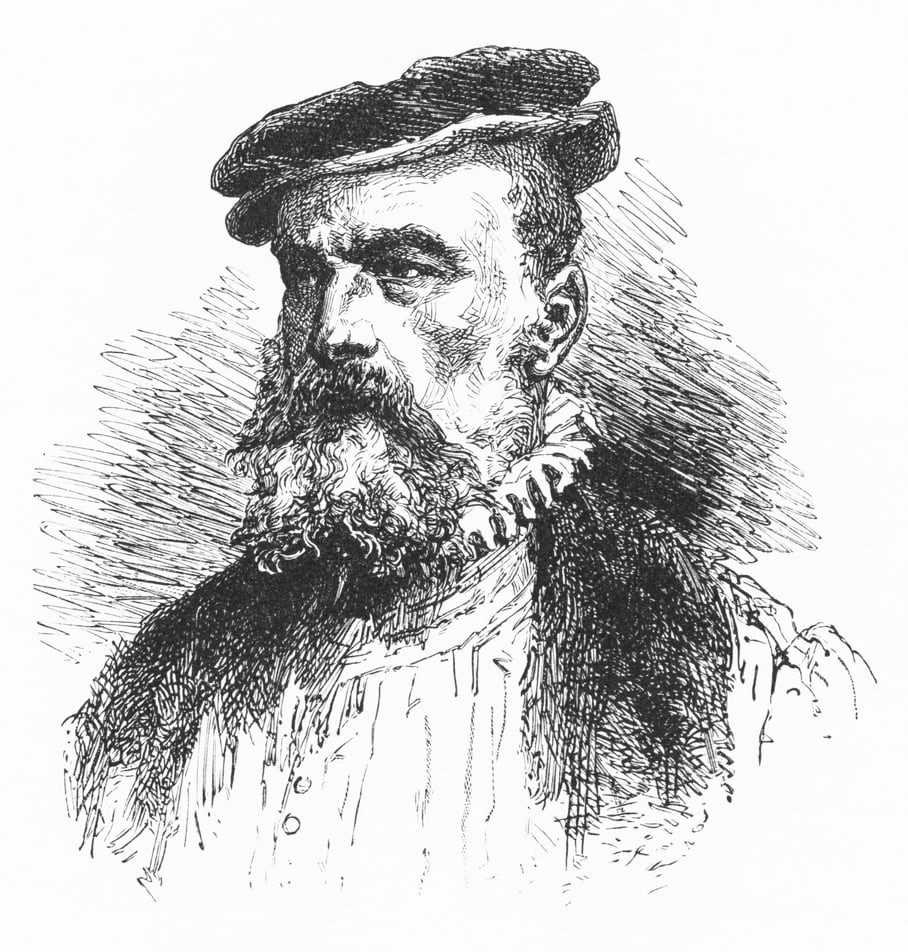
Anne de Montmorency (1492–1567), Franciaország marsallja, női keresztnevét különös módon keresztanyjától, Anne de Bretagne francia királynétól örökölte

A Montmorency  (IPA mɔ̃mɔʀɑ̃si, közelítő ejtése monmoranszi) ősrégi francia nemesi család, amely nevét a Párizs mellett fekvő Montmorency helységről kapta és melynek tagjait 1327 óta a „Franciaország első bárói” cím illette meg.

## A család története

### Születése
A család őse állítólag Lesbius volt, aki mint Szent Dionüsziosz tanítványa, mesterével együtt szenvedett vértanúhalált. A történelem tanúsága szerint I. Bouchard (meghalt 980 körül) volt a montmorencyi uradalom legelső birtokosa.
II. Mathieu (1174 k. – 1230. november 24.), akit a connétable-i ranggal tiszteltek meg, II. Fülöp Ágost alatt Normandia elfoglalásánál (1203) tűnt ki. Újabb babérokat aratott az angolok és németek elleni háborúban, jelesen a Bouvines mellett vívott döntő csatában (1214); később megadásra kényszerítette az albigenseket. IX. Lajost, VIII. Lajos kiskorú fiát védelmezte a lázongó főurak ellen.

### A család kettészakadása
Mathieu halála után a család két fő ágra szakadt. Az idősebbik báró Montmorency, az ifjabbik Montmorency-Laval név alatt szerepelt. II. Jean de Montmorency, az idősebbik ág sarja (1402 – 1477. július 6.) a 15. század elején ismét három ifjabb ágnak vetette meg alapját. Guillaume, második feleségétől született fiúgyermeke (? – 1531. május 24.) örökölte franciaországi birtokait, első házasságából származó fiúgyermekei, Jean és Louis ellenében. Ez utóbbiak anyjuknak Brabantban lévő birtokait (Nevele és Fosseux) örökölték. A Nevele-ág Németalföldre származott át, s ott Hoorn grófjai, Philippe de Montmorency és öccse kivégeztetésével szomorú véget ért (1568, illetve 1570).
A Franciaországban maradt Guillaume alapította bárói ág legkiválóbb sarja fia, Anne de Montmorency volt (1492. március 15. – Párizs, 1567. november 11.), a 16. század egyik legnagyobb hadvezére, pair, I. Ferenc és II. Henrik királyok hírneves marsallja és connétable, akit II. Henrik érdemei alapján 1551-ben hercegi rangra emelt.  A hugenották elleni háború kitörése után Anne de Montmorency triumvirátust alakított François de Guise herceggel és Jacques d’Albon de Saint-André marsallal, de azok halála után a mérsékelt katolikusok vezetőjeként sokat tett az ideiglenes megbékélésért Medici Katalin anyakirályné oldalán. Az ismét fellángoló ellenségeskedés során 1567. november 10-én megverte Louis de Condé herceget Saint-Denis mellett, azonban a csatában szerzett súlyos sebesülésébe belehalt.

### Az egyenes ág kihalása
Anne de Montmorency öt fiút hagyott hátra, akik közül kettő írta be nevét a történelembe. Egyikük, François de Montmorency (1530. július 17. – 1579. május 15.) II. Ferenc feleségének, Stuart Mária kegyence és III. Henrik alatt Franciaország marsallja volt. Másik fia, I. Henri de Montmorency herceg (1544. június 15. – 1614. április 2.) kezdetben a hugenották ellen harcolt, de Guise hercegével összeveszvén az ellenpárt élére állott és később IV. Henrik hűséges embere lett, amiért a király 1595-ben connétable-lá tette.
Fiát, II. Henri de Montmorency herceget (Chantilly (Oise), 1595. április 30. – Párizs, 1632. október 30.) XIII. Lajos már tizenhét éves korában kinevezte admirálissá. A Richelieu bíboros ellen szőtt nagy összeesküvés alkalmával Gaston orléans-i herceghez, a király öccséhez csatlakozott, és Languedocban kitűzte a lázadás zászlaját, amiért Richelieu felségsértőnek nyilvánította. Friedrich von Schomberg (Frédéric-Armand de Schomberg) marsall 1632. szeptember 1-jén Castelnaudary mellett kis létszámú hadát legyőzte és Montmorencyt fogságba ejtette. A toulouse-i parlament (azaz bíróság) Henrit halálra ítélte, XIII. Lajos pedig Richelieu erélyes fellépése folytán az ítéletet végrehajtatta.
II. Henrival kihalt a Montmorency-család egyenes ága. Birtokait nővére, Charlotte Marguerite de Montmorency hercegnő (1594–1650), Condé hercegének, II. Henriknek neje örökölte. A Montmorency-Fosseux-ág férfi ivadékai 1862. augusztus 18-án, Anne-Louis Raoul Victor Montmorency-Fosseux herceggel haltak ki. A Montmorency-Fosseux-k számos, kihalt mellékága közül megemlítendő a luxemburgiaké, amelyből François-Henri de Montmorency-Bouteville, Luxembourg marsallja származott. Ez az ág 1861. március 5-én halt ki Charles Emmanuel Sigismond de Montmorency herceggel. A Beaumont-Luxembourg-mellékág Édouard Montmorency-Beaumont-Luxembourg herceggel halt ki 1878. január 15-én.

### A Montmorency-Laval-ág
A Guy Montmorency által 1230-ban alapított Montmorency-Laval-ág 1822-ben nyerte el a hercegi rangot. Legnevezetesebb sarja volt Mathieu Jean Félicité de Montmorency-Laval (Párizs, 1766. július 10. – 1826. március 24.). Részt vett az amerikai függetlenségi háborúban és a tábornoki rangot vívott ki magának. A francia forradalom kitörésekor, 1789. augusztus 4-én mint Montfort-l’Amaury grófjainak képviselője a nemesi előjogok eltörlését indítványozta és a szövetségesek betörésekor fegyvert fogott hazája védelmére. Az 1793. évi események, XVI. Lajos lefejezése után azonban Svájcba menekült, ahonnan csak a jakobinus rémuralom megszüntével tért vissza. Sem a Direktórium, sem Napóleon alatt nem vállalt közhivatalt. 1814-ben Artois grófjának szárnysegédje lett, 1815-ben ő kísérte Angoulême hercegnőt Bordeaux-ba és Londonba. Ezt követően Gentben meglátogatta XVIII. Lajost, aki 1815. augusztus 17-én Montmorency-Lavalt pairré, 1821-ben külügyminiszterré, majd miniszterelnökké tette. A Montmorency-Laval-ág utolsó férfisarja Eugène Alexandre de Montmorency-Laval volt (1773. július 20. – 1851. április 2.).
III. Napóleon császár a Montmorency hercegi címet 1864-ben Adalbert de Talleyrand-Périgord grófnak adományozta. A Montmorency-család grófi Marasco-ágából származott Matthias Montmorency osztrák császári alezredes (1809. – Graz, 1892. augusztus 15.), aki 1849-ben a magyar szabadságharc ellen harcolt. 1863-ban Lónyai Katalin Erzsébetet vette feleségül. Gyermekük nem született, így a Marasco-ág is kihalt.